# Tmarus cancellatus
Tmarus cancellatus es una especie de araña cangrejo del género Tmarus, familia Thomisidae.

## Distribución
Esta especie se encuentra en Camerún y Guinea Ecuatorial.